# Мортал Комбат (фільм, 2021)
«Мо́ртал Ко́мбат» (англ. Mortal Kombat, букв. укр. «Смертельна битва») — американським фентезійний бойовик з елементами бойових мистецтв режисера Саймона Мак-Квойда (в його режисерському дебюті) за сценарієм Грега Руссо, написаного на основі однойменної серії відеоігор Еда Буна та Джона Тобіаса. Стрічка є перезавантаженням серії фільмів «Смертельна Битва» та стала першою роботою Atomic Monster Productions, створеною не в жанрі жахів.
Прем'єра фільму відбулася 23 березня 2021 року.

## Сюжет
Дія починається в 1617 році в Японії. Лідер клану «Ширай Рю», Ханзо Хасаші, щасливо живе з дружиною Юріко та двома дітьми. Несподівано до будинку вривається загін клану Лін Квей на чолі з воїном-кріомантом Бі-Ханом. Той вимагає видати йому Ханзо. Почувши крик дружини, Ханзо повертається до маєтку і бачить, що Бі Хань убив Юріко та старшого сина, але молодшу дочку дружина встигла сховати. Ханзо, озброєний кунаєм-копалкою на мотузці, розправляється з поплічниками Бі Ханя, але програє їхньому ватажку. Бі Хань лишає його помирати, стікаючи кров'ю і він потрапляє в пекло. Прибуває бог грому Райден, він забирає доньку Ханзо, завдяки чому в клану «Ширай Рю» лишаються нащадки.
У сучасності боєць змішаних єдиноборств Коул Янг — нащадок Ханзо, бере участь у боях без правил, де зазнає поразки. Тим часом володар Зовнішнього світу Шао Кан прагне завоювати Землю. За законом, для цього треба, щоб бійці Зовнішнього світу перемогли 10 разів поспіль на турнірі «Смертельної битви». Проте є пророцтво, що останній бій Земля виграє завдяки нащадку «Ширай Рю», тому чаклун Шан Цзун посилає Бі Ханя вбити земних бійців. У роздягальні Коул знайомиться зі спецпризначенцем Джексоном «Джаксом» Бріггсом, який доповідає своїй напарниці Соні, що в Коула є особливий знак дракона на тілі, як і в нього самого. Невдовзі Бі Хань, який тепер називає себе Саб-Зіро, нападає на сім'ю Янга. Бріггс рятує Янга та його родину, а сам лишається битися з Саб-Зіро, але той заморожує Джаксу руки та відламує їх, а самого спецпризначенця скидає з поверху.
Коул за попередньою вказівкою Джакса знаходить Соню Блейд. Вона розповідає про турнір «Смертельної битви», участь у якому можуть брати тільки «обрані» — люди, в яких на тілі є спеціальна мітка у вигляді дракона. Така мітка є у Коула, Джакса і найманця-злочинця Кано, якого Соні Блейд вже вдалося схопити. В той час Шан Цзун дізнається, що Коул врятувався, та посилає на Землю бійця-ящера Рептилію.
Рептилія, ставши невидимим, нападає на сховок Соні, під час бійки Кано вдається звільнитися та перемогти Рептилію, вирвавши йому серце. Соня пропонує вирушити до Райдена, адже він слідкує за дотриманням правил турніру. Кано погоджується провести інших бійців з мітками за три мільйони доларів. Сонця обіцяє заплатити, хоча в неї немає таких грошей. Всі троє вирушають на літаку друзів Кано в храм Райдена і висаджуються на парашутах у пустелі. Дорогою Кано глузує з Соні, що в неї немає мітки і між ними стається нетривала бійка.
На шляху до Райдена бійці зустрічають китайця Лю Кана, здатного керувати вогнем. Лю Кан приводить мандрівників до Райдена, який повідомляє бійцям, що вони не готові до турніру і ще повинні тренуватися. Шан Цзун з Саб-Зіро з Міліною прибуває до храму, але Райден захищає храм щитом. Лю Кан і його товариш Кун Лао — нащадок однойменного чемпіона «Смертельної битви», — займаються підготовкою новоприбулих у печерному храмі. Лю Кан доставляє до храму Джакса, де монахи виготовляють для нього нові руки з заліза. Кано в ході перепалки вдається пробудити свою магічну силу — стріляти палючим променем з ока, а Коул не просувається в майстерності, бо приймає на себе забагато ударів. Тоді Райден відправляє його додому до родини. Джакс намагається опанувати залізними руками, але вони виявляються заслабкі для битви.
Шан Цзун влаштовує у Зовнішньому світі зібрання своїх воїнів — Саб-Зіро, Міліни, Нітари, Рейко, Кабала та Ґоро. Він вимагає знайти спосіб убити бійців до того, як їхні сили сповна розкриються. Кабал підказує, що Кано можна схилити на свій бік, бо вони давно знайомі. Кабал прибуває до храму та підмовляє Кано зрадити товаришів у обмін на винагороду від Шан Цзуна. Той погоджується та знищує статую дракона, що підтримувала щит. Воїни Шан Цзуна на чолі з чарівником нападають на храм. Кун Лао вдається розітнути Нітару навпіл своїм загостреним капелюхом, але Шан Цзун висмоктує його душу. Міліна перемагає Соню, проте покидає її, коли відчуває, що Соня не «обрана». Соню привалює каменем, тоді Джаксу вдається пробудити свою силу — його руки стають потужнішими і сильнішими. В той же час Ґоро нападає на Коула і його родину. Коул замість відкритого бою проявляє винахідливість і йому вдається пробудити власну силу — прикликати броню, що поглинає силу ударів і потім віддає її назад. Прийнявши на себе багато ударів, Коул завдає Ґоро смертельної атаки. Райден прикликає Коула назад до храму та каже Шан Цзуну, що в «Ширай Рю» є нащадок.
Райден переміщує бійців Землі в Пустку — простір між світами. Там Коул пропонує кожному обрати собі суперника заздалегідь. Райден погоджується і передає йому вцілілий кунай Ханзо. Воїни Землі переміщуються назад у храм. Джакс виступає проти Рейко, Лю Кан проти Кабала, а сам Коул бореться проти Міліни; на Саб-Зіро вони вирішують напасти всі разом. Соні вдається вбити Кано і його мітка переходить їй, даючи силу випускати з рук руйнівні енергокільця. Тоді Соня пробиває ними наскрізь Міліну. Лю Кан перетворюється за допомогою своєї сили на вогняного дракона та вбиває Кабала.
Саб-Зіро викрадає дружину і дочку Коула, заморожує їх і викликає Коула на двобій. Саб-Зіро майже перемагає, коли раптом Коул намагається атакувати його кунаєм Ханзо і окроплює його своєю кров'ю. Саб-Зіро розуміє, що Коул— це нащадок Ханзо. Несподівано невідомий ніндзя пронизує Саб-Зіро кунаєм на ланцюзі і називає себе Скорпіоном — Ханзо, якого кров Коула, пролита на кунай, повернула з пекла. Скорпіон починає поєдинок з Саб-Зіро, поки Коул намагається визволити дружину і дочку з крижаної брили. Скорпіон допомагає йому, а потім обоє спільними зусиллями долають Саб-Зіро. Наостанок Скорпіон спалює Саб-Зіро пекельним полум'ям і повертається в потойбіччя, попросивши Коула турбуватися про його рід.
Шан Цзун постає перед Райденом і каже, що згодом повернеться з армією. Райден виганяє чаклуна і нагадує героям, що турнір близько і потрібно знайти ще кількох «обраних». За якийсь час Коул вирушає до Голлівуду, щоб знайти такого «обраного» — зірку бойовиків Джонні Кейджа.

## У ролях
| Актор             | Роль |
| ----------------- | --- |
| Тен Льюїз         | Коул Янг головний герой, молодий боєць змішаних єдиноборств, нащадок Ханзо Хасаші                                                          |
| Матильда Кімбер   | Емілі Янг дочка Коула |
| Лаура Брент       | Еліссон Янг дружина Коула |
| Джо Таслім        | Бі-Хань/Саб-Зіро класичний персонаж Mortal Kombat, ніндзя-кріомант з клану Лін Квей                                                        |
| Мехкад Брукс      | Джексон «Джекс» Бріггс класичний персонаж Mortal Kombat, темношкірий військовий-спецпризначенець                                           |
| Асано Таданобу    | Райден класичний персонаж Mortal Kombat, бог Грому, захисник Землі                                                                         |
| Сісі Стрінгер     | Міліна класична персонажка Mortal Kombat, воїтелька Зовнішнього світу із зубатою таркатанською пащею                                       |
| Луді Лінь         | Лю Кан класичний персонаж Mortal Kombat, шаолінський монах що керує вогнем                                                                 |
| Джессіка Мак-Немі | Соня Блейд класична персонажка Mortal Kombat, спецпризначенка                                                                              |
| Джош Лоусон       | Кано класичний персонаж Mortal Kombat, найманець-злочинець                                                                                 |
| Хан Чінь          | Шан Цзун класичний персонаж Mortal Kombat, придворний чаклун Шао Кана                                                                      |
| Санада Хіроюкі    | Ханзо Хасаші/Скорпіон класичний персонаж Mortal Kombat, воїн клану Ширай Рю, що був убитий Саб-Зіро і перетворився на духа-месника з Пекла |
| Макс Хуан         | Кунг Лао класичний персонаж Mortal Kombat, товариш Лю Кана, озброєний загостреним капелюхом                                                |
| Деніел Нельсон    | Кабал (озвучує Деймон Герріман) класичний персонаж Mortal Kombat, найманець-кіборг                                                         |
| Агнус Семпсон     | принц Ґоро (озвучення) класичний персонаж Mortal Kombat, чотирирукий велетень з раси шоканів                                               |
| Нейтан Джонс      | Рейко персонаж Mortal Kombat 4 — Armageddon, генерал на службі в Шао Кана                                                                  |
| Мел Джарнсон      | Нітара персонажка Deadly Alliance — Armageddon, вампірка з крилами кажана                                                                  |

Як і в оригінальній відеогрі 1992 року, володар Зовнішнього світу Шао Кан згадується в фільмі, проте особисто не фігурує. В храмі Райдена його можна побачити на малюнку та як статую.[джерело?]

## Виробництво

### Розвиток
У 2010 році режисер Танчароен випустив восьмихвилинний короткометражний фільм «Смертельна битва: Відродження» як доказ концепції про перезавантаження фільму франшизи Warner Bros. Пізніше Танчароен підтвердив, що хоча цей короткометражний фільм є абсолютно неофіційним, він створений за сценарієм написаним у співавторстві з Ореном Узілєм, який, за чутками, пише сценарій третього фільму «Смертельна битва», який стане перезавантаженням. У вересні 2011 року New Line Cinema та Warner Bros. оголосили, що Танчароен став режисером нового повнометражного фільму за сценарієм Узіля з наміром досягти рейтингу R. Очікувалось, що зйомки розпочнуться в березні 2012 року, бюджет стрічки складе менше ніж 100 мільйонів доларів США (прогнозувалося в межах 40–50 мільйонів доларів) та дата виходу — 2013 рік, але через бюджетні обмеження виробництво було відкладено, а Танчароен почав працювати над другим сезоном вебсеріалу «Смертельна битва: Спадщина», поки проблеми з фільмом не будуть вирішені. Однак Танчароен покинув виробництво в жовтні 2013 року.
У серпні 2015 року Джеймс Ван підписав контракт на виробництво нового фільму, заявивши, що не буде поспішати з ним. Саймон Мак-Квойд отримав місце режисера в листопаді 2016 року, а Грег Руссо став сценаристом стрічки. У лютому 2019 року Руссо оголосив, що сценарій фільму закінчений. У травні 2019 року було оголошено, що перезавантаження серії фільмів перейшло до попереднього виробництва і буде зніматися в Південній Австралії, прем'єра запланована на 5 березня 2021 року. Пізніше Руссо підтвердив у липні 2019 року, що фільм дійсно матиме рейтинг R.

### Кастинг
У липні 2019 року Джо Таслім отримав роль Саб-Зіро. У серпні до нього приєдналися Мехкад Брукс, Асано Таданобу, Сісі Стрінгер і Луді Лінь як Джекс, Райден, Міліна і Лю Кан відповідно. Пізніше того ж місяця Джош Лоусон, Джессіка Мак-Немі, Чін Хан та Санада Хіроюкі були відібрані як Кано, Соня Блейд, Шан Цзун і Скорпіон відповідно, а також Льюїс Тан у невідомій ролі. 16 вересня 2019 року було оголошено, що Макс Хуан виконає роль Кун Лао.

### Зйомки
Зйомки фільму розпочалися 16 вересня 2019 року, а виробництво відбувалося в Adelaide Studios та інших локаціях Південної Австралії.  У листопаді 2020 році Тодд Гарнер заявив, що «у нас є ще кілька днів для зйомок» у заяві щодо затримки релізу фільму . Фільм знімався на камери ARRI ALEXA LF і Mini LF з анаморфними об'єктивами Panavision Anamorphic .